# Гатер
Гатер је машина за примарну прераду дрвета. На њему се разрезују трупци, у једном или више пролаза.
Гатери се деле на вертикалне и хоризонталне. Вертикални гатери режу у вертикалној равни помоћу неколико паралелно упрегнутих пила. Хоризонтални гатери режу у хоризонталној равни, једном пилом. Заједничко за обе варијанте је кривајни механизам, помоћу којег се постиже праволинијско осцилаторно кретање алата.

## Вертикални гатер
Делови вертикалног гатера су: постоље, погонски мотор (обично електромотор), рам гатера са упрегнутим тестерама, механизми за кретање и вагонет за трупац.
Постоје једноетажни вертикални гатери, код којих је комплетна машина на истој етажи и двоетажни, код којих је механизам за кретање на једној етажи (у подруму пилане), а остали елементи на другој. Потоњи постижу већу силу резања, па имају већу производност.
Код вертикалних гатера, рез је групни, што значи да све пиле режу истовремено.
Такође, постоје гатери за резање камена, гранита и мермера, са истим принципом рада као и гатер за резанје дрвета с том разликом да је жага назубљена синтерованим дијамантским сегментима.

## Хоризонтални гатер
Делови хоризонталног гатера су исти као код вертикалног, с том разликом што не постоји класичан гатерски рам, јер се упреже само једна пила.
Хоризонтални гатери имају индивидуални рез, тј. режу један по један сортимент.
Овакви гатери се више не производе, јер су их потиснуле трачне пиле.

## Алати
Алати који се користе при резању на гатерима су гатерске пиле. Оне могу бити једнострано или двострано назубљене, а пиле за хоризонтални гатер имају наизменичан назуб, тј. предвиђене су за резање у оба хода алата.